# Yvon vom Yukon
Yvon vom Yukon (Originaltitel: Yvon of the Yukon) ist eine kanadisch-chinesische Zeichentrickserie, die von 2000 bis 2002 produziert wurde.

## Handlung
In Yukon, Kanada lebt der Eskimo-Junge Tommy mit seinem Vater Bill in dem fiktionalen Ort Upyermukluk. Ebenfalls dort lebt der Franzose Yvon, der als ziemlich spezieller kleiner Mann gilt. Zuvor hat er am Hofe von Ludwigs XIV. gedient und sollte für den König zur See fahren. Allerdings passierte ein Unfall und er wurde für 300 Jahre im Eis eingefroren, bis ihn Tommy zufällig wieder auftaute. Seit diesem Zeitraum sind die beiden beste Freunde und erleben gemeinsam unterschiedliche Abenteuer.

## Produktion und Veröffentlichung
Erstmals ausgestrahlt wurde die Serie am 7. September 2000. Die deutsche Erstausstrahlung fand am 26. Juni 2002 auf KIKA statt. Insgesamt wurden vier Staffeln mit 52 Episoden produziert. Allerdings gab es nach der ersten Staffel bzw. den ersten 13 Folgen keine weitere deutsche Synchronisation mehr. Später wurde die Serie auch auf Anixe ausgestrahlt.

## Episodenliste

### Staffel 1
| Nr. | deutscher Titel            | englischer Titel           | deutsche Erstausstrahlung | Erstausstrahlung   |
| 1   | Der Muff der Wildnis       | Call of the Mild           | 26. Juni 2002             | 7. September 2000  |
| 2   | Im Rausch der Rekorde      | North of Nothing           | 27. Juni 2002             | 14. September 2000 |
| 3   | Lizenz zum Stinken         | License to Smell           | 28. Juni 2002             | 21. September 2000 |
| 4   | Mutti ist die Beste        | When Love Goes Babs        | 1. Juli 2002              | 12. Oktober 2000   |
| 5   | Der kleine Handwerker      | An Office & a Frenchman    | 2. Juli 2002              | 5. Oktober 2000    |
| 6   | Ein Walross zum Knutschen  | The Walrus Between Us      | 3. Juli 2002              | 28. September 2000 |
| 7   | Strandsaison am Nordpol    | Beach Blanket Bozos        | 4. Juli 2002              | 19. Oktober 2000   |
| 8   | Ein Königreich für Yvon    | The Clod Who Would Be King | 5. Juli 2002              | 26. Oktober 2000   |
| 9   | Bis in alle Käsigkeit      | Fromage to Eternity        | 8. Juli 2002              | 2. November 2000   |
| 10  | Verliebt, verlobt, vereist | Love on the Rocks          | 9. Juli 2002              | 7. Dezember 2000   |
| 11  | Yvon der Schreckliche      | Mad Dog Ducharme           | 10. Juli 2002             | 9. November 2000   |
| 12  | Ein Millionär hat’s schwer | Million Dollar Moron       | 11. Juli 2002             | 16. November 2000  |
| 13  | Bingo Mortale              | An Affair to Dismember     | 12. Juli 2002             | 30. November 2000  |

### Staffel 2
| Nr. | deutscher Titel | englischer Titel      | Erstausstrahlung  |
| 14  | –               | An F in Friendship    | 18. Oktober 2001  |
| 15  | –               | Dawn of the Dense     | 25. Oktober 2001  |
| 16  | –               | Land of Midnight Scum | 1. November 2001  |
| 17  | –               | Chariots of Ice       | 8. November 2001  |
| 18  | –               | The Really Odd Couple | 22. November 2001 |
| 19  | –               | The Y Files           | 29. November 2001 |
| 20  | –               | Yvon Over the Rainbow | 6. Dezember 2001  |
| 21  | –               | Trouble with Mammoths | 10. Januar 2002   |
| 22  | –               | Pull Your Goalie      | 17. Januar 2002   |
| 23  | –               | Joy to Yvon           | 13. Dezember 2001 |
| 24  | –               | Teeth of the Matter   | 7. Februar 2002   |
| 25  | –               | Ten Little Idiots     | 24. Januar 2002   |
| 26  | –               | Unfit Outfitters      | 31. Januar 2002   |

### Staffel 3
| Nr. | deutscher Titel | englischer Titel          | Erstausstrahlung   |
| 27  | –               | Land of the Midnight Scum |                    |
| 28  | –               | Your Bill is Waiting      |                    |
| 29  | –               | Mission to Planet Yvon    |                    |
| 30  | –               | Yvon to be Alone          | 5. September 2005  |
| 31  | –               | De Mentor                 | 6. September 2005  |
| 32  | –               | Thaw Your Butt            | 7. September 2005  |
| 33  | –               | The Fat Runner            | 8. September 2005  |
| 34  | –               | Gnaws                     | 12. September 2005 |
| 35  | –               | Siamese Twits             | 12. September 2005 |
| 36  | –               | Cheeses of Montreal       |                    |
| 37  | –               | Pri-mating Ritual         |                    |
| 38  | –               | Dummy Account             |                    |
| 39  | –               | Brussels Louts            |                    |

### Staffel 4
| Nr. | deutscher Titel | englischer Titel                  |
| 40  | –               | That Sun-King Feeling             |
| 41  | –               | Time Twerp                        |
| 42  | –               | Scent of a Frenchman              |
| 43  | –               | A Rival’s Arrival                 |
| 44  | –               | The Man with the Brown Arm        |
| 45  | –               | Illusions of Grandeur             |
| 46  | –               | Special Duh-livery                |
| 47  | –               | Parasite for Sore Eyes            |
| 48  | –               | Ducharme That Rocks the Cradle    |
| 49  | –               | A Yukon Yokel in King Louis’ Cour |
| 50  | –               | Fashion Fools                     |
| 51  | –               | Daddy Dearest                     |
| 52  | –               | The Defrosting of Yvon Ducharme   |